# Gordon Hill (voetballer)
Gordon Alec Hill (Sunbury-on-Thames, 1 april 1954) is een voormalig Engels voetballer.
Hill kwam begin jaren zeventig uit voor Millwall FC. In honderd wedstrijden scoorde hij 22 doelpunten. Na een kort uitstapje naar Chicago Sting in de North American Soccer League in de zomer van 1975, tekende hij in november van dat jaar voor Manchester United. De vleugelspits maakte naam in de halve finale van de FA Cup in seizoen 1975/76, toen hij beide doelpunten voor Manchester maakte. De finale ging echter verloren tegen Southampton FC. Een jaar later won de club de FA Cup wel, door Liverpool in de finale te verslaan. Hill was inmiddels ook international voor Engeland. Zijn eerste interland was op 28 mei 1976 tegen Italië. Hij kwam in totaal tot zes interlands.
In 1978 verruilde Hill Manchester voor Derby County FC. Hij kwam vervolgens uit voor Queens Park Rangers en verkaste in 1981 opnieuw naar Noord-Amerika. Hij speelde achtereenvolgens voor Montreal Manic (1981/1982) en Chicago Sting (1982) in de NASL en Inter Montreal (1983) in de Canadian Professional Soccer League. Vervolgens speelde hij in de Major Indoor Soccer League voor New York Arrows, Kansas City Comets en Tacoma Stars.
In de zomer van 1985 tekende Hill een contract bij FC Twente in de Nederlandse Eredivisie. In het begin van het seizoen viel hij vooral op door een gebrek aan wedstrijdritme. Uiteindelijk kwam hij tot vier goals in negentien wedstrijden en vertrok hij na het seizoen naar HJK Helsinki, waarvoor hij in de zomer van 1986 twee keer uitkwam. Hij beëindigde zijn carrière in het seizoen 1986/87 bij Northwich Victoria FC, waar zijn voormalige teamgenoot Stuart Pearson manager was.
In 1991 keerde hij terug op het veld als speler van Nova Scotia Clippers in de Canadian Soccer League. Hill was tevens manager en coach van het team. In Engeland was hij manager van Chester City en Hyde United. Later was hij woonachtig in McKinney in Texas, waar hij eigenaar en coach van een jeugdvoetbalvereniging is.